# Вастин, Алексис
Алекси́с Васти́н (англ. Alexis Vastine; 17 ноября 1986, Понт-Одеме, Верхняя Нормандия — 9 марта 2015, Вилья-Кастелли, Ла-Риоха) — французский боксёр-любитель, выступавший в весовой категории до 69 кг, бронзовый призёр Олимпийских игр 2008 года, участник Олимпийских игр 2012 года.

## Биография
Алексис Вастин родился 17 ноября 1986 года в городе Понт-Одеме, Франция.
В 2007 году принял участие в чемпионате мира в Чикаго, США. На четвертьфинальной стадии он уступил англичанину Брэдли Саундерсу, однако завоевал лицензию на Олимпиаду 2008 года.
Получив лицензию на участие в Олимпиаде 2008 года в Пекине, дошёл до полуфинальной стадии. В спорном бою за выход в финал Вастин проиграл будущему олимпийскому чемпиону Мануэлю Феликсу Диасу из Доминиканской Республики, в результате француз получил бронзу.
На проходившем в Москве чемпионате Европы по боксу занял второе место, уступив золото венгерскому боксеру Балажу Бацкаю.
На Олимпиаде 2012 года дошёл до четвертьфинала, где проиграл бой украинцу Тарасу Шелестюку.
Погиб 9 марта 2015 года в Аргентине во время съёмок популярного французского шоу при столкновении вертолётов.